# 阿方索·麥金尼
阿方索·麥金尼（英語：Alfonzo McKinnie，1992年9月17日—）為美國男子籃球運動員。

## 職業生涯
2024年6月4日，麥金尼加入韓國籃球聯賽釜山KCC宙斯盾，代表球隊參加2024年亞洲籃球冠軍聯賽，但因膝蓋受傷僅出賽第一場賽事，留下14分、5籃板的表現。7月29日，B2聯賽神戶鸛鳥宣布與麥金尼簽訂2024-25賽季合約。8月23日，神戶鸛鳥宣布因體檢關係，已終止與麥金尼的合約。

## 外部連結
- 阿方索·麥金尼在fiba.basketball（英语）
- 阿方索·麥金尼在fiba3x3.com（英语）
- 阿方索·麥金尼在NBA（英语）
- 阿方索·麥金尼在Basketball-Reference.com（NBA）（英语）
- 阿方索·麥金尼在Basketball-Reference.com（NBA G聯盟）（英语）
- 阿方索·麥金尼在Sports-Reference.com（NCAA）（英语）
- 阿方索·麥金尼在ESPN（NBA）（英语）
- 阿方索·麥金尼在Eurobasket.com（球員）（英语）
- 阿方索·麥金尼在RealGM（英语）
- 阿方索·麥金尼在Proballers（英语）